# Tru64
Tru64 es un sistema operativo de HP para plataformas Alpha, anteriormente conocido como Digital UNIX (1995-98) y antes aun (1992-95) como DEC OSF/1 AXP.
Está basado en un Mach kernel actualmente más asociado a Mac OS X o NEXTSTEP.
Digital UNIX pasó a llamarse Tru64 cuando Compaq adquirió Digital en 1998, para hacer énfasis en su naturaleza de 64 bits.
Este sistema operativo era famoso por sus bondades para clustering (tecnología TrueCluster) y sus capacidades NUMA empleando interfaces Memory Channel. Era de esperar que toda esta tecnología fuese heredada por parte de su sucesor HP-UX sobre plataformas IA64 (Itanium 2) y HP PA-RISC, tras la fusión HP-Compaq en 2001. Pero la reducción de presupuestos y personal de HP parece haber cancelado dicha integración; en cambio se empleará un desarrollo con Veritas Software en futuras versiones de HP-UX 11i.
- Datos: Q204214
- Multimedia: Tru64 / Q204214